# Dendrobium falconeri
Dendrobium falconeri är en orkidéart som beskrevs av William Jackson Hooker. Dendrobium falconeri ingår i släktet Dendrobium, och familjen orkidéer. Inga underarter finns listade i Catalogue of Life.

## Bildgalleri

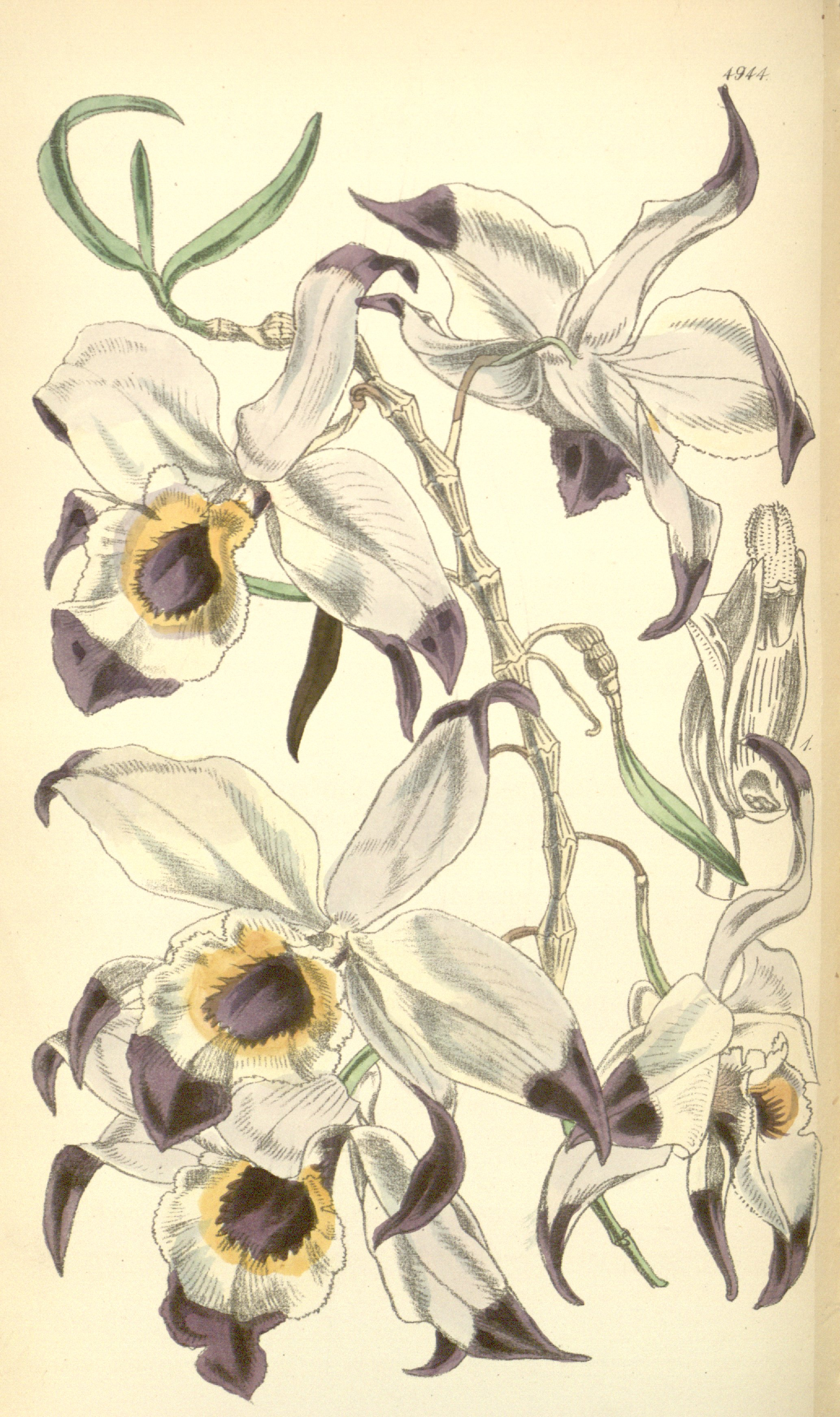